# Полтавська газонафтова компанія
ТОВ СП «Полтавська газонафтова компанія» — спільна українсько-британська нафтогазова компанія зі штаб-квартирою в місті Полтава, зайнята в галузі пошуку, розвідки та видобутку нафти і газу.

## Історія
Компанія заснована у 1994 році британською нафтогазовою компанією «JP Kenny Exploration & Production Ltd.» та українськими підприємствами «Полтавагазпром» і «Полтаванафтогазгеологія». У 1996 році підприємство отримало кредит від ЄБРР. 2000 року підприємство «Полтавагазпром» забрало свої активи з компанії.